# سوزان أومالي
سوزان أومالي (بالإنجليزية: Susan O'Malley)‏ هي أمينة متحف أمريكية، ولدت في 1976، وتوفيت في 25 فبراير 2015 في بيركيلي في الولايات المتحدة بسبب وفيات الأمومة.